# Aerenicopsis sublesta
Aerenicopsis sublesta là một loài bọ cánh cứng trong họ Cerambycidae.